# 羅聖勝
羅聖勝（：／ Na Sung Seung，1999年8月28日—），是韓国男子羽毛球運動員。

## 簡歷
2019年8月，羅聖勝出戰海得拉巴羽毛球公開賽，与队友王灿合作闯入男双决赛，最终以0:2的比分不敌对手，收获个人首枚世界羽联世界巡回赛超级100级别赛事的奖牌。

## 主要比賽成績
只列出曾進入準決賽的國際賽事成績：
| 年份   | 賽事                   | 公開賽級別 | 項目     | 拍檔   | 成績   |
| ------ | ---------------------- | ---------- | -------- | ------ | ------ |
| 2016年 | 亞洲青年羽毛球錦標賽   | 其他       | 混合團體 | －     | 亚军   |
| 2017年 | 亞洲青年羽毛球錦標賽   | 其他       | 混合團體 | －     | 冠軍   |
| 2017年 | 亞洲青年羽毛球錦標賽   | 其他       | 男子雙打 | 李相旼 | 亚军   |
| 2017年 | 亞洲青年羽毛球錦標賽   | 其他       | 混合雙打 | 成雅莹 | 亚军   |
| 2017年 | 世界青年羽毛球錦標賽   | 其他       | 混合團體 | －     | 準決賽 |
| 2019年 | 海得拉巴羽毛球公開賽   | 超級100賽  | 男子双打 | 王灿   | 亚军   |
| 2019年 | 越南羽毛球公開賽       | 超級100賽  | 男子双打 | 王灿   | 亚军   |
| 2019年 | 尼泊爾羽毛球國際挑戰賽 | 國際挑戰賽 | 男子雙打 | 王灿   | 準決賽 |
| 2019年 | 尼泊爾羽毛球國際挑戰賽 | 國際挑戰賽 | 混合雙打 | 金旼志 | 準決賽 |
| 2021年 | 蘇迪曼盃               | 其他       | 混合團體 | －     | 季軍   |
| 2022年 | 亞洲羽毛球團體錦標賽   | 其他       | 男子團體 | －     | 季軍   |
| 2022年 | 丹麥羽毛球大師賽       | 國際挑戰賽 | 男子雙打 | 真龍   | 冠軍   |
| 2023年 | 亞洲羽球混合團體錦標賽 | 其他       | 混合團體 | －     | 亞軍   |
| 2023年 | 越南羽毛球國際挑戰賽   | 國際挑戰賽 | 男子雙打 | 真龍   | 冠軍   |
| 2023年 | 大阪羽毛球國際挑戰賽   | 國際挑戰賽 | 男子雙打 | 真龍   | 準決賽 |
| 2023年 | 蘇迪曼盃               | 其他       | 混合團體 | －     | 亞軍   |
| 2023年 | 北馬里亞納羽毛球公開賽 | 國際挑戰賽 | 男子雙打 | 真龍   | 亞軍   |
| 2023年 | 亞洲運動會羽毛球比賽   | 其他       | 男子團体 | －     | 銅牌   |
| 2024年 | 馬來西亞羽毛球大師賽   | 超級500賽  | 男子雙打 | 真龍   | 亞軍   |

| 2007-2017年 | 首要超級賽 | 超級賽 | 黃金大獎賽 | 大獎賽 | 國際挑戰賽 | 國際系列賽 | 未來系列賽 | 其他 |

| 2018-2026年 | 總決賽 | 超級1000賽 | 超級750賽 | 超級500賽 | 超級300賽 | 超級100賽 | 國際挑戰賽 | 國際系列賽 | 未來系列賽 | 其他 |